# Puchar Świata w kolarstwie torowym 2012/2013
Puchar Świata w kolarstwie torowym w sezonie 2012/2013 to 21. edycja tej imprezy. Organizowany przez UCI, obejmował trzy rundy: w kolumbijskim Cali w dniach 11-13 października 2012, w szkockim Glasgow w dniach 16-18 listopada 2012 oraz w meksykańskim Aguascalientes w dniach 17-19 stycznia 2013 roku.
Trofeum sprzed roku obroniła reprezentacja Niemiec.

## Klasyfikacja narodów
| Miejsce | Państwo         | Punkty |
| ------- | --------------- | ------ |
| 1.      | Niemcy          | 178    |
| 2.      | Wielka Brytania | 156    |
| 3.      | Francja         | 140    |
| 4.      | Australia       | 120    |
| 5.      | Rosja           | 104    |
| 5.      | Hiszpania       | 104    |
| 7.      | Kolumbia        | 97     |
| 8.      | Włochy          | 83     |
| 9.      | Japonia         | 79     |
| 10.     | Polska          | 71     |

## Wyniki

### Mężczyźni

#### Keirin
| Lp | Miasto               | 1. miejsce       | 2. miejsce        | 3. miejsce       |
| -- | -------------------- | ---------------- | ----------------- | ---------------- |
| 1. | Cali                 | Fabián Puerta    | Tomoyuki Kawabata | Marc Schröder    |
| 2. | Glasgow              | Stefan Bötticher | Peter Lewis       | Takashi Sakamoto |
| 3. | Aguascalientes       | Matthijs Büchli  | Kazunari Watanabe | François Pervis  |
|    | Klasyfikacja końcowa | Matthijs Büchli  | Stefan Bötticher  | Fabián Puerta    |

#### 1000 m
| Lp | Miasto               | 1. miejsce    | 2. miejsce        | 3. miejsce       |
| -- | -------------------- | ------------- | ----------------- | ---------------- |
| 1. | Cali                 | Fabián Puerta | Kian Emadi-Coffin | Quentin Lafargue |
|    | Klasyfikacja końcowa | Fabián Puerta | Kian Emadi-Coffin | Quentin Lafargue |

#### Sprint indywidualny
| Lp | Miasto               | 1. miejsce       | 2. miejsce        | 3. miejsce       |
| -- | -------------------- | ---------------- | ----------------- | ---------------- |
| 1. | Cali                 | Philipp Thiele   | Fabián Puerta     | Eric Engler      |
| 2. | Glasgow              | Stefan Bötticher | Robert Förstemann | Dienis Dmitrijew |
| 3. | Aguascalientes       | Dienis Dmitrijew | Max Niederlag     | Juan Peralta     |
|    | Klasyfikacja końcowa | Dienis Dmitrijew | Juan Peralta      | Stefan Bötticher |

#### Sprint drużynowy
| Lp | Miasto               | 1. miejsce                                                    | 2. miejsce                                                    | 3. miejsce                                               |
| -- | -------------------- | ------------------------------------------------------------- | ------------------------------------------------------------- | -------------------------------------------------------- |
| 1. | Cali                 | Niemcy · Philipp Thiele · Eric Engler · Marc Schröder         | Japonia · Tomoyuki Kawabata · Takashi Sakamoto · Kenta Inake  | Wenezuela · Juan Orellana · César Marcano · Ángel Pulgar |
| 2. | Glasgow              | Niemcy · René Enders · Robert Förstemann · Stefan Bötticher   | Wielka Brytania · Philip Hindes · Jason Kenny · Edward Clancy | Francja · Julien Palma · Kévin Sireau · Quentin Lafargue |
| 3. | Aguascalientes       | Nowa Zelandia · Ethan Mitchell · Sam Webster · Edward Dawkins | Francja · Kévin Sireau · François Pervis · Michaël D’Almeida  | Australia · Alex Bird · Mitchell Bullen · Peter Lewis    |
|    | Klasyfikacja końcowa | Niemcy                                                        | Francja                                                       | Nowa Zelandia                                            |

#### Wyścig indywidualny na dochodzenie
| Lp | Miasto               | 1. miejsce          | 2. miejsce    | 3. miejsce     |
| -- | -------------------- | ------------------- | ------------- | -------------- |
| 1. | Glasgow              | Lasse Norman Hansen | Martyn Irvine | David Muntaner |
|    | Klasyfikacja końcowa | Lasse Norman Hansen | Martyn Irvine | David Muntaner |

#### Wyścig drużynowy na dochodzenie
| Lp | Miasto               | 1. miejsce                                                                                | 2. miejsce                                                                     | 3. miejsce                                                                     |
| -- | -------------------- | ----------------------------------------------------------------------------------------- | ------------------------------------------------------------------------------ | ------------------------------------------------------------------------------ |
| 1. | Cali                 | Kolumbia · Edwin Ávila · Juan Esteban Arango · Arles Castro · Weimar Roldán               | Rosja · Siergiej Szyłow · Maksim Kozyrew · Pawieł Karpienkow · Dmitrij Sokołow | Szwajcaria · Loïc Perizzolo · Kilian Moser · Frank Pasche · Cyrille Thièry     |
| 2. | Glasgow              | Dania · Casper von Folsach · Lasse Norman Hansen · Mathias Møller Nielsen · Rasmus Quaade | Niemcy · Maximilian Beyer · Henning Bommel · Theo Reinhardt · Kersten Thiele   | Belgia · Kenny De Ketele · Jasper De Buyst · Moreno De Pauw · Gijs Van Hoecke  |
| 3. | Aguascalientes       | Rosja · Jewgienij Kowalow · Iwan Sawicki · Aleksandr Sierow · Nikołaj Żurkin              | Szwajcaria · Loïc Perizzolo · Tom Bohli · Silvan Dillier · Stefan Küng         | Włochy · Liam Bertazzo · Marco Coledan · Francesco Lamon · Michele Scartezzini |
|    | Klasyfikacja końcowa | Szwajcaria                                                                                | Rosja                                                                          | Ukraina                                                                        |

#### Scratch
| Lp | Miasto               | 1. miejsce      | 2. miejsce    | 3. miejsce  |
| -- | -------------------- | --------------- | ------------- | ----------- |
| 1. | Glasgow              | Tristan Marguet | Martyn Irvine | Roy Eefting |
|    | Klasyfikacja końcowa | Tristan Marguet | Martyn Irvine | Roy Eefting |

#### Madison
| Lp | Miasto               | 1. miejsce                              | 2. miejsce                                   | 3. miejsce                                |
| -- | -------------------- | --------------------------------------- | -------------------------------------------- | ----------------------------------------- |
| 1. | Aguascalientes       | Francja · Vivien Brisse · Thomas Boudat | Ukraina · Mychajło Radionow · Serhij Łahkuti | Szwajcaria · Silvan Dillier · Stefan Küng |
|    | Klasyfikacja końcowa | Tristan Marguet                         | Martyn Irvine                                | Roy Eefting                               |

#### Wyścig punktowy
| Lp | Miasto               | 1. miejsce   | 2. miejsce            | 3. miejsce     |
| -- | -------------------- | ------------ | --------------------- | -------------- |
| 1. | Cali                 | Andreas Graf | Wojciech Pszczolarski | Jonathan Mould |
|    | Klasyfikacja końcowa | Andreas Graf | Wojciech Pszczolarski | Jonathan Mould |

#### Omnium
| Lp | Miasto               | 1. miejsce     | 2. miejsce     | 3. miejsce     |
| -- | -------------------- | -------------- | -------------- | -------------- |
| 1. | Cali                 | Paolo Simion   | David Muntaner | Loïc Perizzolo |
| 2. | Glasgow              | Lucas Liß      | Glenn O’Shea   | Unai Elorriaga |
| 3. | Aguascalientes       | Artur Jerszow  | Vivien Brisse  | Ondřej Rybín   |
|    | Klasyfikacja końcowa | Loïc Perizzolo | Artur Jerszow  | Lucas Liß      |

### Kobiety

#### Keirin
| Lp | Miasto               | 1. miejsce      | 2. miejsce            | 3. miejsce     |
| -- | -------------------- | --------------- | --------------------- | -------------- |
| 1. | Cali                 | Juliana Gaviria | Luz Daniela Gaxiola   | Virginie Cueff |
| 2. | Glasgow              | Kristina Vogel  | Jekatierina Gnidienko | Lee Wai Sze    |
| 3. | Aguascalientes       | Zhong Tianshi   | Gong Jinjie           | Xu Yulei       |
|    | Klasyfikacja końcowa | Lee Wai Sze     | Rebecca James         | Zhong Tianshi  |

#### 500 m
| Lp | Miasto               | 1. miejsce    | 2. miejsce     | 3. miejsce  |
| -- | -------------------- | ------------- | -------------- | ----------- |
| 1. | Glasgow              | Olga Panarina | Kristina Vogel | Tania Calvo |
|    | Klasyfikacja końcowa | Olga Panarina | Kristina Vogel | Tania Calvo |

#### Sprint indywidualny
| Lp | Miasto               | 1. miejsce     | 2. miejsce      | 3. miejsce      |
| -- | -------------------- | -------------- | --------------- | --------------- |
| 1. | Cali                 | Lee Wai Sze    | Rebecca James   | Jessica Varnish |
| 2. | Glasgow              | Kristina Vogel | Jessica Varnish | Rebecca James   |
| 3. | Aguascalientes       | Gong Jinjie    | Lisandra Guerra | Lee Wai Sze     |
|    | Klasyfikacja końcowa | Lee Wai Sze    | Jessica Varnish | Rebecca James   |

#### Sprint drużynowy
| Lp | Miasto               | 1. miejsce                                        | 2. miejsce                             | 3. miejsce                                   |
| -- | -------------------- | ------------------------------------------------- | -------------------------------------- | -------------------------------------------- |
| 1. | Cali                 | Wielka Brytania · Rebecca James · Jessica Varnish | Japonia · Kayono Maeda · Hiroko Ishii  | Kolumbia · Martha Bayona · Juliana Gaviria   |
| 2. | Glasgow              | Wielka Brytania · Rebecca James · Jessica Varnish | Hiszpania · Tania Calvo · Helena Casas | Francja · Sandie Clair · Olivia Montauban    |
| 3. | Aguascalientes       | Australia · Kaarle McCulloch · Stephanie Morton   | Chiny · Xu Yulei · Zhong Tianshi       | Rosja · Darja Szmielewa · Anastasija Wojnowa |
|    | Klasyfikacja końcowa | Wielka Brytania                                   | Japonia                                | Chiny                                        |

#### Wyścig indywidualny na dochodzenie
| Lp | Miasto               | 1. miejsce          | 2. miejsce        | 3. miejsce     |
| -- | -------------------- | ------------------- | ----------------- | -------------- |
| 1. | Aguascalientes       | Katarzyna Pawłowska | María Luisa Calle | Rebecca Wiasak |
|    | Klasyfikacja końcowa | Katarzyna Pawłowska | María Luisa Calle | Rebecca Wiasak |

#### Wyścig drużynowy na dochodzenie
| Lp | Miasto               | 1. miejsce                                                               | 2. miejsce                                                       | 3. miejsce                                                        |
| -- | -------------------- | ------------------------------------------------------------------------ | ---------------------------------------------------------------- | ----------------------------------------------------------------- |
| 1. | Cali                 | Włochy · Giulia Donato · Beatrice Bartelloni · Maria Giulia Confalonieri | Walia · Elinor Barker · Ciara Horne · Amy Roberts                | Kolumbia · Lorena Vargas · María Luisa Calle · Valentina Paniagua |
| 2. | Glasgow              | Wielka Brytania · Laura Trott · Elinor Barker · Danielle King            | Australia · Ashlee Ankudinoff · Amy Cure · Melissa Hoskins       | Białoruś · Tacciana Szarakowa · Alena Dyłko · Aksana Papko        |
| 3. | Aguascalientes       | Kanada · Gillian Carleton · Jasmin Glaesser · Stephanie Roorda           | Ukraina · Iwana Borowyczenko · Waleryja Kononenko · Anna Nahirna | Walia · Elinor Barker · Ciara Horne · Amy Roberts                 |
|    | Klasyfikacja końcowa | Włochy                                                                   | Walia                                                            | Białoruś                                                          |

#### Scratch
| Lp | Miasto               | 1. miejsce    | 2. miejsce        | 3. miejsce     |
| -- | -------------------- | ------------- | ----------------- | -------------- |
| 1. | Cali                 | Isabella King | Jarmila Machačová | Elena Cecchini |
|    | Klasyfikacja końcowa | Isabella King | Jarmila Machačová | Elena Cecchini |

#### Wyścig punktowy
| Lp | Miasto               | 1. miejsce          | 2. miejsce        | 3. miejsce         |
| -- | -------------------- | ------------------- | ----------------- | ------------------ |
| 1. | Aguascalientes       | Katarzyna Pawłowska | Jarmila Machačová | Yudelmis Domínguez |
|    | Klasyfikacja końcowa | Katarzyna Pawłowska | Jarmila Machačová | Yudelmis Domínguez |

#### Omnium
| Lp | Miasto               | 1. miejsce    | 2. miejsce        | 3. miejsce        |
| -- | -------------------- | ------------- | ----------------- | ----------------- |
| 1. | Cali                 | Isabella King | Natalia Rutkowska | Jarmila Machačová |
| 2. | Glasgow              | Laura Trott   | Ashlee Ankudinoff | Tamara Bałabolina |
| 3. | Aguascalientes       | Sarah Hammer  | Li Huang          | Leire Olaberria   |
|    | Klasyfikacja końcowa | Sarah Hammer  | Laura Trott       | Isabella King     |